# Alderamin (schip, 1920)
De Alderamin was een Nederlands stoomvrachtschip van 7.886 ton, dat tijdens de Tweede Wereldoorlog door een Duitse onderzeeboot tot zinken werd gebracht.

## Geschiedenis
De Alderamin werd afgewerkt in 1920 op de scheepswerf van Bremer Vulkan, Vegesack, met als eigenaar NV. Van Nievelt, Goudriaan & Co's Stoomvaart Mij. Rotterdam, met aldaar haar thuishaven.

## De laatste reis
De reisroute liep vanuit Lagos, Nigeria via New York naar Kingston upon Hull, met een lading van 10.000 ton oliehoudende zaden, rubber en een algemene lading. De Alderamin voer mee met konvooi SC-122, maar bereikte de bestemming niet.
Het verlies van de Alderamin, onder bevel van kapitein C.L. van Os, begon omstreeks 03.05 uur op 17 maart 1943. De U-338, die onder bevel van Manfred Kinzel stond, schoot een spreidschot af van twee torpedo's naar konvooi SC-122, dat ten zuidoosten van Kaap Vaarwel voer. Kinzel dacht dat hij één schip had geraakt, maar in feite werden er twee cargoschepen bijna gelijktijdig geraakt. Dit waren de Kingsbury in konvooicolonnepost 51 en de King Gruffydd, die in colonnepost 52 werd geraakt. Om 03.06 uur, werd een tweede spreidschot van twee torpedo's gelanceerd. Die sloegen fatale treffers van de U-338 op de Alderamin in colonnepost 61, die wat later in positie 51°30’ N. en 34°55’ W. naar de zeebodem wegzonk.
Om 03.07 uur, werd een hek- of sterntorpedo afgevuurd, die het eigenlijke doel, de al in zinkende toestand Alderamin miste, maar wel de Fort Cedar Lake, die in colonnepost 124 opstoomde, beschadigde.
Bij de aanval kwamen 15 opvarenden van de Alderamin om het leven. 12 man konden worden gered door het escorte/reddingsschip Zamalek en 37 man, onder wie kapitein van Os, door het escorteschip HMS Saxifrage. De Aldemamin was het vijfde schip in dit konvooi dat op dezelfde dag door de U-338 tot zinken werd gebracht.